# Erato d'Armenia
Erato (fl. I secolo a.C.-I secolo) fu una sovrana del regno d'Armenia appartenente alla dinastia Artasside e sua ultima discendente legittima. Regnò sull'Armenia in tre fasi diverse: (8 a.C. - 5 a.C., 2 a.C. - 1 d.C., c. 11 - 12).

## Biografia
Erato sposò Tigrane IV d'Armenia, suo fratello per parte di padre, come era uso nelle monarchie orientali di origine ellenistica, e ne condivise il primo periodo di regno dall'8 a.C. al 5 a.C., quando entrambi vennero accusati di tradimento e di cospirazione con i Parti dall'imperatore romano Ottaviano Augusto.
Già con i suoi predecessori Artassidi, il regno d'Armenia era diventato un protettorato di Roma, che aveva enormi interessi a controllare il territorio del regno a causa della sua vicinanza con il regno dei Parti, che si opponeva con tenacia all'espansionismo romano.
Ottaviano Augusto inviò in Armenia il suo luogotenente Tiberio, lo stesso che aveva compiuto la missione per insediare al trono Tigrane IV e destituire suo fratello Tigrane III, per porre sul trono un cugini di Tigrane, con il nome di Artavaside III. 
Grazie anche all'appoggio del sovrano Partico Fraate III, Erato e Tigrane IV sobillarono i nobili ed il popolo armeno contro il nuovo sovrano, insediandosi nuovamente sul trono per un breve periodo (dal 2 a.C. all'1 d.C.), ma in questo stesso tumulto Tigrane IV venne ucciso ed Erato costretta ad abbandonare nuovamente lo scettro. 
Quando il nuovo inviato dell'Impero romano, Gaio Cesare Vipsanio, giunse in Armenia al fine di sedare la rivolta, venne insediato sul trono un nobile di origine Meda di nome Ariobarzane di Atropatene, ma il nuovo sovrano morì poco dopo (sembra per un incidente), e come suo successore venne eletto suo figlio con il nome di Artavaside IV.  L'elezione di questo nuovo sovrano straniero tuttavia fu male accolta dalla nobiltà armena, che assassinò il re.
Ad Augusto non restò che abbandonare la tattica di insediare una nuova dinastia, non autoctona, e fece eleggere nuovo sovrano d'Armenia un presunto discendente della dinastia legittima Artasside, con il nome di Tigrane V. Ma l'equilibrio, peraltro mai stabile, con la nobiltà armena era ormai spezzato ed una nuova sommossa permise ad Erato di tornare al trono come legittima erede della dinastia nazionale Artasside nel'11.
Una nuova sommossa, i cui motivi non sono noti, fece perdere definitivamente il trono ad Erato, probabilmente nel 12, quando, dopo l'incapacità degli Armeni di eleggere un proprio re, l'impero di Roma non decise di affidare il Regno d'Armenia a Vonone I di Partia, figlio del sovrano partico Fraate IV.